# Jean-Antoine Morand
Jean-Antoine Morand (Briançon, 10 novembre 1727 – Lione, 24 gennaio 1794) è stato un architetto e scenografo francese.
All'età di quattordici anni fuggì da casa per evitare una carriera ecclesiastica e seguire la sua vocazione artistica. Nel 1744 è a Lione, dove collabora alla decorazione di una scenografia del pittore e architetto Étienne Montagnon, senza dubbio il suo primo maestro. Nel 1748 apre a Lione un proprio studio, specializzandosi nella decorazione di interni con dipinti trompe-l'œil. Nel 1753 decora la Salle de Concert di Lione e l'anno seguente la Chapelle de la Visitation de Notre-Dame, all'interno del Collège de la Trinité (attualmente Collège-lycée Ampère). Incaricato da Jacques-Germain Soufflot di realizzare i decori e le macchine di scena del nuovo teatro di Lione, Morand si reca a Parigi per perfezionarsi con Servandoni.
Dopo il successo dei lavori al teatro di Lione, Morand è chiamato a Parma dal ministro Du Tillot per decorare il teatro ducale in occasione delle nozze tra Isabella di Borbone e l'arciduca d'Austria Giuseppe, futuro imperatore del Sacro Romano Impero.
Nel 1757 Morand fa parte di un gruppo di investitori riuniti da Soufflot per creare il nuovo quartiere Saint-Clair, da costruire su un'isola del Rodano. Nel 1766 presenta il suo progetto per il nuovo piano regolatore di Lione, chiamato « Plan circulaire », rivale di quello presentato dal Perrache, ma nettamente più ambizioso. La struttura urbanistica di Lione mantiene ancora oggi l'assetto datogli da Morand. Progettò anche una macchina idraulica per l'alimentazione delle fontane del parco della Reggia di Versailles.
Nel 1767 propose al consiglio della città la costruzione di un ponte in legno sul Rodano, per permettere il collegamento con il nuovo quartiere Saint-Clair. Il progetto fu approvato e il nuovo ponte fu inaugurato nel 1775.
Nel 1794, durante l'assedio di Lione da parte delle truppe della Convenzione, con l'intento di salvaguardare il ponte che aveva costruito, ne smontò una parte per evitare che i Realisti lo distruggessero per impedire l'ingresso delle truppe nella città. Giudicato da un tribunale rivoluzionario, negò le sue convinzioni realiste e fece appello al suo attaccamento al bene pubblico, ma fu ugualmente condannato a morte e decapitato.
Massone, fu membro della loggia di Lione La Bienfaisance.